# مرسی چرونو
 مرسی چرونو کوچ (متولد ۷ مارس ۱۹۹۱ در کریچو) یک دونده دو استقامت کنیایی است. او مدال نقره را در ماده ۵۰۰۰ متر در سال ۲۰۱۳ قهرمانی جهان در دو و میدانی کسب کرد.